# Österreichische Militärische Zeitschrift

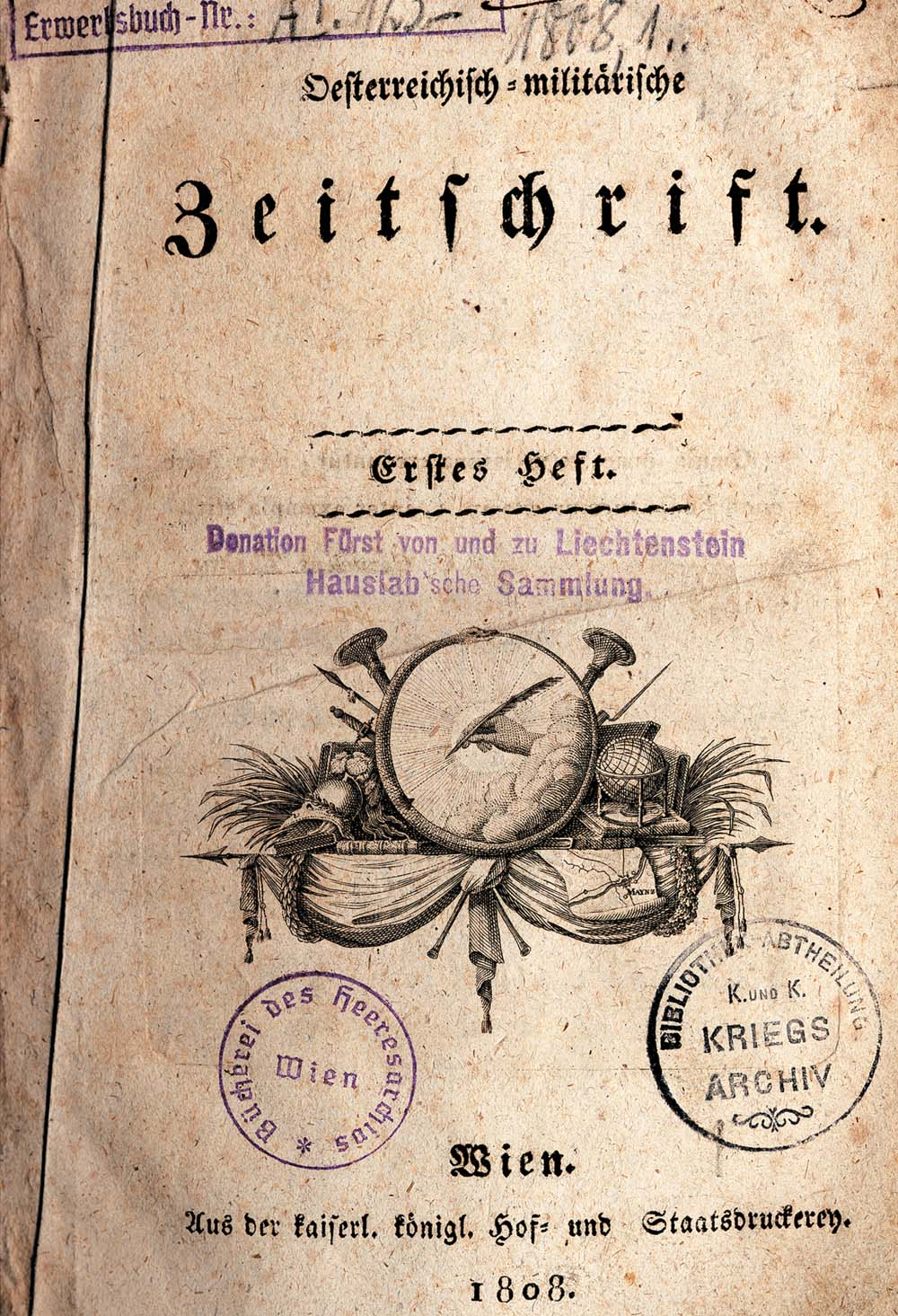
Erste Ausgabe aus dem Jahr 1808

Die Österreichische Militärische Zeitschrift (ÖMZ) ist mit ihrem Gründungsdatum 1808 das weltweit älteste militärwissenschaftliche Fachperiodikum mit Berichten und Analysen in den Bereichen der Sicherheitspolitik und Verteidigungspolitik, der Polemologie, Strategie und der gesamten Militärwissenschaften, aktueller Krisen, Konflikte und Kriege sowie grundsätzlicher rüstungspolitischer Fragen. Sie ist ein Organ des österreichischen Bundesheeres und erscheint in deutscher Sprache im zweimonatlichen Rhythmus. Die ÖMZ hat eine Auflagenstärke von 4500 Stück pro Ausgabe, kann auf 3353 Abonnements verweisen, wird vor allem im deutschsprachigen Raum gelesen und erfreut sich darüber hinaus auch einer zwar hinsichtlich der Stückzahlen begrenzten, aber doch weltweiten Verbreitung.
Chefredakteur ist Brigadier Wolfgang Peischel.

## Aufgaben der Zeitschrift
Die Beiträge der ÖMZ sollen dem Leser sicherheitspolitisch relevante Abläufe und Entwicklungen verständlich machen und Hintergrundinformationen zu militärischen Kernthemen bieten. Geschichtliche Beiträge werden wo immer möglich auf operativ nutzbare Ableitungen hin ausgerichtet. Zu diesem Zweck werden aus der Analyse geschichtlicher Ereignisse oder Entwicklungen allgemeine, aus den historischen Rahmenbedingungen herausgehobene Funktionsprinzipien abstrahiert, die nach entsprechender Adaptierung auf aktuelle militärische Problemstellungen angewandt werden können.
Im Sinne der Kriegsursachenforschung als einem konstitutiven Teilaspekt des interdisziplinären Faches der Polemologie werden für die Entstehung von Krisen und Konflikten relevante Zusammenhänge sowie Wechselwirkungen erfasst und systematisch analysiert.
Medieninhaber ist die Republik Österreich, der Herausgeber ist das Bundesministerium für Landesverteidigung und Sport.

## Geschichte der Zeitschrift
Nach den verheerenden Niederlagen des Österreichischen Kaiserstaates 1805 gegen Napoleon schien eine Neuausrichtung der Österreichischen Streitkräfte unausweichlich, wollte man die Wahrscheinlichkeit einer neuerlichen Niederlage gegen Napoleon herabsetzen. Treibende Kraft dieser Neugestaltung nicht nur des Heer-, sondern des gesamten Staatswesens war Erzherzog Karl von Österreich-Teschen, der am 9. Januar 1801 zum Hofkriegsratspräsidenten ernannt worden war.
Der Erzherzog startete ein ehrgeiziges Reformprogramm zur Reorganisation der Armee und zur Umgestaltung des Hofkriegsrates in ein modernes Kriegsministerium. In einer Eingabe an seinen Bruder Kaiser Franz II./I. empfahl er die Einrichtung einer militärwissenschaftlichen Forschungseinrichtung. So wurde aus dem Archiv des Hofkriegsrates, dem 1711 eingerichteten "Hofkriegsräthlichen Kanzleiarchiv", das "Kriegsarchiv", das neben seiner Aufgabe des Sammelns, Erschließens und Ordnens auch die Tradition der österreichischen Militärgeschichtsschreibung und -forschung übernahm.
Dazu schuf Erzherzog Karl von Österreich ein eigenes Publikationsorgan, die "Österreichische Militärische Zeitschrift", die erstmals am 1. Januar 1808 unter der Leitung des Archivdirektors Feldmarschalleutnant Moritz Gomez de Parientos (1744–1810) erschien und mit Unterbrechungen (zum Beispiel in Kriegszeiten) fortlaufend bis heute weitergeführt wird.

## Bedeutung, Wesen und Wirkung, Zielsetzung
Im Rahmen der militärwissenschaftlichen Forschung in Österreich hat es sich die ÖMZ zur leitenden Aufgabe gemacht, über sicherheitspolitisch und militärstrategisch relevante Entwicklungen, Forschungsergebnisse sowie Ableitungen – wo möglich auch Prognosen – zu informieren und wissenschaftlichen Qualitätskriterien entsprechenden Beiträge als Basis für die höhere militärische Führungsausbildung und als Unterstützung für laufende Unternehmensentscheidungen anzubieten.
Die ÖMZ erstellt begleitende Publikationen zu aktuellen Forschungs- und Kooperationsvorhaben des Verteidigungsministeriums und macht die Ergebnisse der wissenschaftlichen Arbeiten, v. a. Ressortangehöriger, einem in der Regel hoch qualifizierten, internationalen Fachpublikum zugänglich.
Es gilt die Maxime, auch kontroversielle, perspektivische Sichten bezüglich eines Themas zuzulassen bzw. bewusst zu suchen, um dem Leser die Bewertung der dargelegten Argumentationslinien selbst zu überlassen und ihm über diesen „dialektischen“ Ansatz ein tieferes Eindringen in die Problematik zu ermöglichen.

## Themenkanon
- Politik
  - Politik allgemein
  - Sicherheitspolitik
  - Militär- / Verteidigungspolitik
  - Geopolitik / Geostrategie
  - Rüstungspolitik
  - Terrorismus

- Militärische Kernthemen (ohne Militärhistorie)
  - Strategie (Doktrinen, Konzepte, Weißbuch)
  - Operative Führung
  - Psychologische Kriegführung, Informationskriegführung
  - Führung allgemein (inkl. Lehre und Führungsausbildung), innere Führung, Einsatz
  - Ausbildung allgemein
  - Streitkräfteplanung und Organisationsentwicklung
  - Rüstung & Beschaffung
  - Kommunikation und Wehrpolitische Bildung
  - Kriegstheorie und Polemologie
  - Wehrethik

- Historie (Militärhistorie inkl. jüngere Geschichte)
- Recht (Staats- und Völkerrecht, Rechtsaspekte internationaler Operationen)
- Andere Wissenschaftszweige
  - Wissenschaft allgemein, Research & Development (R&D bzw. F&E), Technologie
  - Wirtschaft und Finanz
  - Psychologie, Soziologie, interkulturelle Kompetenz
  - Philosophie (exkl. Wehrethik)

## Digitale Version – Bestellmöglichkeit
Seit Januar 2012 können die Jahresausgaben 2004 bis 2011 auch als CD über die Redaktion bestellt werden.